# Eremocosta striata
La araña camello o araña de viento (Eremocosta striata) es un arácnido de la familia Eremobatidae, del orden Solifugae. Esta especie fue descrita por Putnam en 1883. El nombre del género Eremocosta proviene de la palabra en latín erēmus que significa “desierto o solitario” y de la palabra en latín costa que significa “vientre o costilla”. El nombre específico proviene de la palabra en latín striate que significa “surco o banda”.

## Clasificación y descripción
Hembra con un tamaño de 2.7 a 3.3 cm. Color leonado, abdomen pálido, con una banda ancha dorsal longitudinal marrón oscuro; el fémur y tibia de la pata posterior se tornan de color marrón en sus extremos apicales; los dedos de los quelíceros son marrón rojizo, volviéndose negros en las puntas de los dientes, porción anterior del escudo cefálico con reticulado color marrón; línea delgada que se extiende hacia atrás por en medio de los ojos; protuberancia de los ojos color negra, ojos más pálidos; escudo cefálico a la mitad más ancho que largo, con una pequeña estría; borde anterior casi recto, separándose hacia los lados del borde posterior, apenas truncado, revestido con pelos finos y bastante largos; protuberancia de los ojos de tamaño mediano de color negro, con unos cuantos pelos puntiagudos de los cuales los dos de enfrente son más altos que otros, la distancia entre los ojos menor a su diámetro, Base de los quelíceros cubiertos con pelos de diferentes tamaños; dedo fijo mucho más corto que la base, diente algo obtuso y contundente, comenzando con dos dientes algo pequeños; el primero un poco más largo que el segundo, el tercero mucho más largo, cuarto y quinto mucho más pequeños y situados en el borde anterior del sexto, este es el más grande de todos, séptimo pequeño seguido por una fila doble de tres dientes cada una; la anterior de tamaño mediado y la posterior pequeña; el dedo móvil con dos dientes largos, el posterior largo, con dos pequeños dientes en el borde anterior; primer segmento ventral del abdomen con un canal bastante profundo y ancho, extendiéndose hacia atrás entre dos prominentes placas lisas y suaves; palpos maxilares con numerosas espinas cerca de la punta del fémur y también en la tibia cerca de su base; fémur, tibia y metatarso cubiertos numerosos pelos finos en el margen interior, con un menor número de pelos fuera; metatarso y tarso aproximadamente de la misma longitud que la tibia, cilíndricos o ligeramente agrandado hacia el extremo; metatarso de la tercera pata con dos filas dorsales de cinco espinas cada una y una fila de tres espinas dentro; metatarso de la segunda pata con una línea dorsal de 5 espinas y una de 3 espinas, las más cercanas a la base son más cortas, con 4 espinas en el margen interior; tibia de la segunda y tercera pata con una o más espinas cerca del extremo.

## Distribución
Esta especie se distribuye en Estados Unidos en el estado de Arizona. En México el único registro oficial es para Sonora.

## Ambiente
De ambiente terrestre. Los solífugos son principalmente de hábitos nocturnos, aunque algunas especies muestran actividad diurna. Están presentes en regiones ecosistemas desérticos y semidesérticos, estando su actividad confinada a los períodos de temperaturas cálidas. Muchas especies habitan en madrigueras relativamente profundas que excavan u ocupan las que abandonan otros animales. Estos microhábitats están caracterizados por la baja temperatura y alta humedad relativa, lo cual incrementa la supervivencia en las rigurosas condiciones de climas desérticos, reduciendo las pérdidas de agua por evaporación.

## Estado de conservación
Hasta el momento en México no se encuentra en ninguna categoría de protección, ni en la Lista Roja de la IUCN (International Union for Conservation of Nature) ni en CITES (Convención sobre el Comercio Internacional de Especies Amenazadas de Fauna y Flora Silvestres).